# Baekje Hill
Baekje Hill är en kulle i Antarktis. Den ligger i Sydshetlandsöarna. Argentina, Chile och Storbritannien gör anspråk på området. Toppen på Baekje Hill är 4 meter över havet.
Terrängen runt Baekje Hill är kuperad åt nordost, men åt sydväst är den platt. Havet är nära Baekje Hill åt sydväst. Trakten är glest befolkad. Närmaste befolkade plats är Escudero Station, 10,9 kilometer väster om Baekje Hill. 